# Urocitellus armatus
Urocitellus armatus là một loài động vật có vú trong họ Sóc, bộ Gặm nhấm. Loài này được Kennicott mô tả năm 1863.

## Hình ảnh

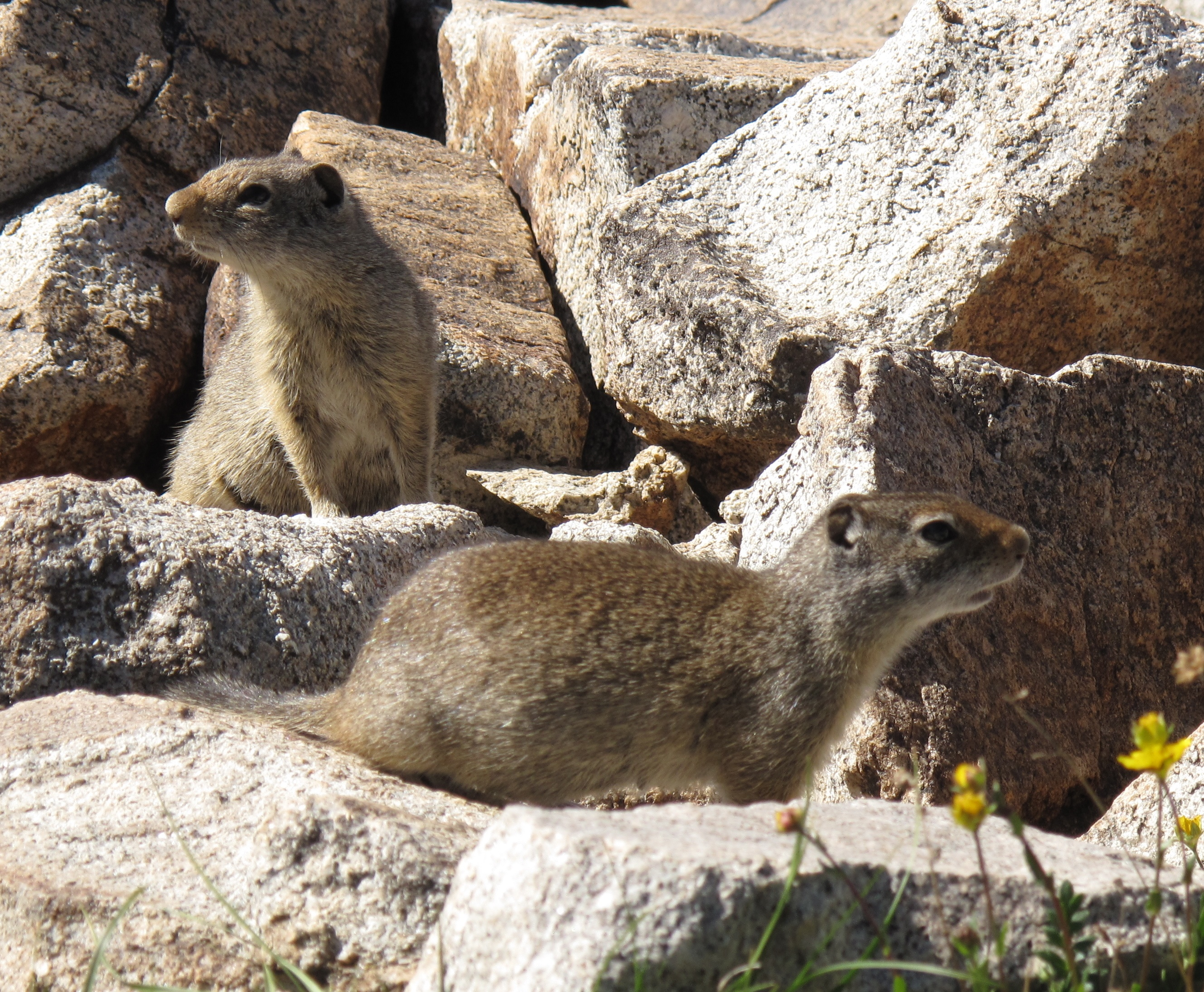
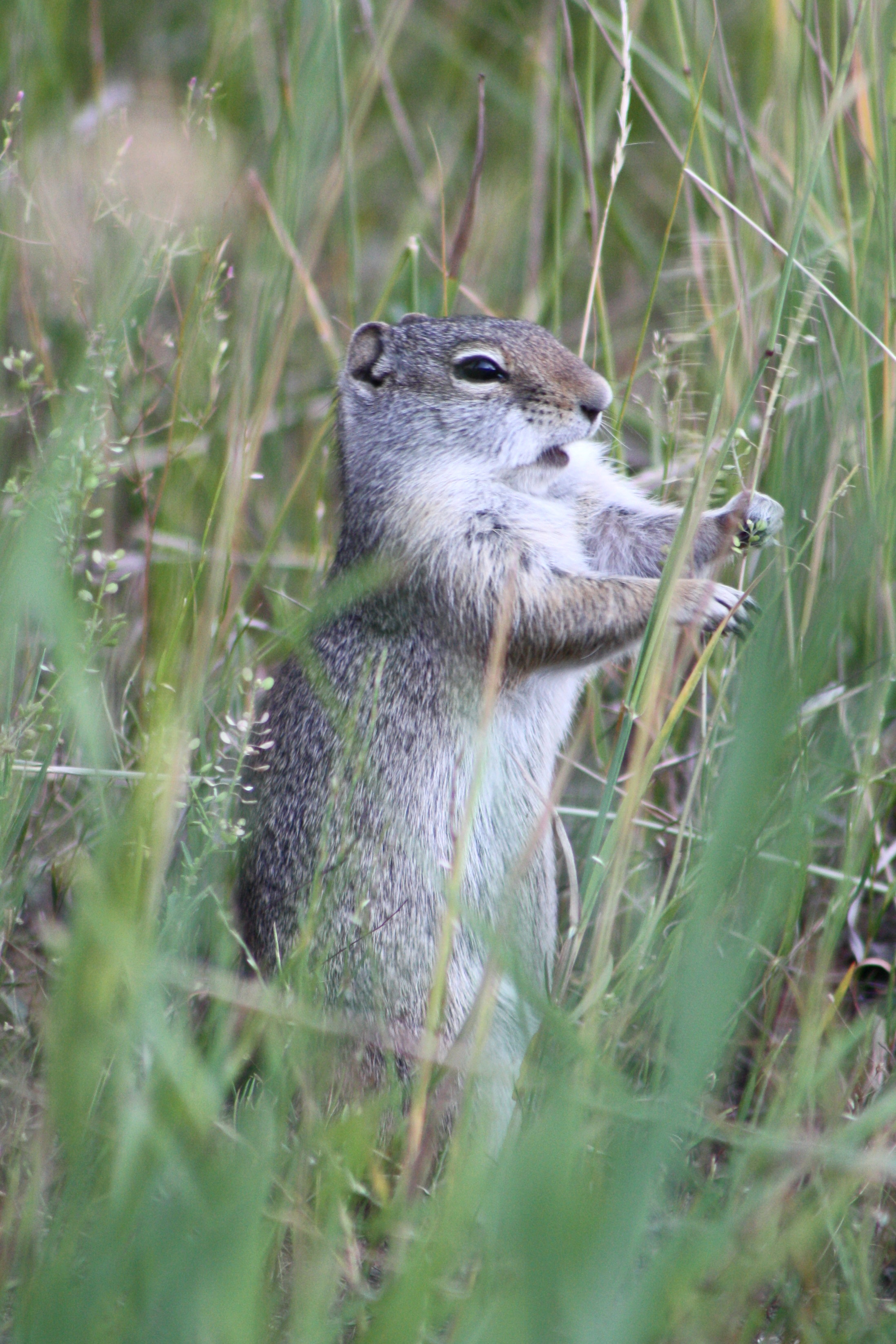